# Валеріо Еванджелісті
Валеріо Еванджелісті (італ. Valerio Evangelisti, Болонья; 20 червня 1952 — 18 квітня 2022) — італійський письменник. Автор багатьох науково-фантастичних та фентезі-романів. Його найвідоміша робота — трилогія про Нострадамуса, стала бестселером, була перекладена на багато мов, екранізувалася кілька разів.

## Біографія

### Початок
Валеріо Еванджелісті народився 20 червня 1952 року у Болоньї.
 У 1976 році він закінчив історико-політичний факультет Болонського університету за спеціальністю політолог. Далі спеціалізувався на політичній історії. Валеріо і досі живе в Болоньї, але кожного року декілька місяців проводить в Пуерто-Ескондідо (Мексика), де відчуває себе як вдома. До 1990 року Еванджелісті займався науковою роботою. 
У 1990 році перейшов на державну службу в Міністерство фінансів. Водночас Валеріо почав свою кар'єру як автор. Він починає писати історичні нариси. В цілому було написано п'ять книг, які охоплювали близько сорока історичних есе.

### Ніколас Еймеріх
У 1994 році Валеріо Еванджелісті видав в серії фантастики Mondadori свій перший роман — «Ніколас Еймеріх, інквізитор» (Nicolas Eymerich, inquisitore), який отримав премію «Уранія» (Premio Urania). Книга поклала початок циклу про реально існуючого іспанського інквізитора XIV століття. Наступні романи, які складають цикл про Еймеріха є Le catene di Eymerich (1995), Il corpo e il sangue di Eymerich (1996), Il mistero dell'inquisitore Eymerich (1996), Cherudek (1997), Picatrix, la scala per l'inferno (1998), Il castello di Eymerich (2001), Mater terribilis (2002), La luce di Orione (2007), Rex tremendae maiestatis (2010).

Ніколас Еймеріх-це домініканський інквізитор, персона, що дійсно існувала (народився в 1320 році в місті Жирона, в Каталонії, і помер у 1399 році). Персонаж, який має тверду, непохитну, гордовиту вдачу. Діє з повною нещадністю та відданістю до Церковної служби, а також до того, що він вважає добром. Людина надзвичайного інтелекту і глибокої культури. У різних романах циклу він розслідує загадкові явища в середньовічній Європі, надаючи значення впливу стратегічно великим історичним подіям епохи, але розгадка таємниці часто виявляється в паралельних історіях. У творах є переплетіння в наше сьогодення і наше майбутнє, яке навмисно представлене в похмурих тонах. Починаючи з 2012 року італійська компанія TiconBlu, натхненна романами Еванджелісті випустила відеогру Nicolas Eymerich, Inquisitor: Чума.

### Інші твори
У 1999 році вийшла серія в трьох книгах «Маг» (Magus) про Нострадамуса. Роман про Нострадамуса — це біографія, що романтизує найвідомішого і важливішого пророка в історії. Життя Нострадамуса само по собі є вірним джерелом натхнення, і автор звертається до уявної частини тільки тоді, коли ці джерела дуже схематичні. Робота оформлений сценарій століть з глибокими культурними та соціальними перетвореннями. Твори складаються у трилогію, що утворює єдиний твір. Обсяги продажу роману сягають за 100 000 копій. Право на видання придбали видавництва трьох континентів, перекладений роман на кілька мов. 
У 1998—2003 роках опубліковані оповідання і цикл романів про мексиканського стрільця на Дикому Заході США на прізвисько Пантера.

### Любов до музики
У творчості Еванджелісті знайшла відображення його відданість музиці в жанрі важкий метал. Прикладом такого впливу заведено вважати збірник фантастичних оповідань «Кричущий метал» (it: Metallo urlante): розповіді носять назви відомих груп «Venom», «Pantera», «Sepultura» і «Metallica», хоча розповідь не має до них прямого відношення (час дії охоплює період від XIV століття до майбутнього). Головною дійовою особою оповідання «Venom» є інквізитор Ніколас Еймеріх; оповідання «Pantera» — мексиканський стрілець на Дикому Заході, що носить це прізвисько.

### Видавницька діяльність
Протягом двадцяти років Еванджелісті видає «журнал історії суспільного антагонізму» — «Progetto Memoria — Rivista di storia-antagonismo sociale», зараз також займається виданням «Carmilla», яке присвячене фантастиці та політиці. Співпрацює Еванджелісті з французьким виданням Le Monde Diplomatique. Очолює Історичний архів «нових лівих» імені Марко Пецці (Archivio Storico della Nuova Sinistra «Marco Pezzi») в Болоньї.

## Критика та публіцистика
- У жовтні 2001 року в журналі Le Monde Diplomatique вийшла стаття Еванджелісті, в якій він аналізує сучасну політичну ситуацію в Італії. Італійський письменник і журналіст Джанфранко Де Турріс піддав критиці погляди автора, звинувативши його в створенні спотвореного негативного образу Італії з ультралівих політичних позицій і перебільшенні загрози відродження фашизму в цій країні. [6].
- У 2007 році Валеріо Еванджелісті написав передмову до книги італійського фантаста і літературного критика Роберто Куалья про теракти 11 вересня 2001 року, у якому висловив сумнів в істинності офіційної версії подій і порівняв її з позицією влади в питанні визнання реальності НЛО, один з яких Еванджелісті сам спостерігав у 1966 році над Болоньєю[7].

## Премії та нагороди
- У 1993 році Валеріо Еванджелісті отримав премію «Уранія» (Premio Urania) за роман «Ніколас Еймеріх, інквізитор» (Nicolas Eymerich, inquisitore).[8]
- У 1998 році Еванджелісті отримав «Премію Ейфелевої вежі за наукову фантастику» (Prix Tour Eiffel de science-fiction).
- У 1999 — французьку літературну премію «Гран-прі „Imaginaire“» (Grand prix de l Imaginaire) за серію романів про Еймериха[9].
- У 2000 році Еванджелісті переміг на конкурсі радіопрограм «Prix Italia», зайнявся написанням сценаріїв для радіо, кіно, телебачення і коміксів.
- У 2001 році брав участь у делегації італійських письменників на паризькій книжковій виставці (Salon du livre de Paris)[10].

## Цикли романів

### Цикл про Еймеріха
- «Ніколас Еймеріх, інквізитор» (it: Nicolas Eymerich, inquisitore), Mondadori, 1994.
- «Ланцюг Еймеріха» (it: Le catene di Eymerich), Mondadori, 1995.
- «Таємниця інквізитора Еймеріха» (it: Il mistero-inquisitore Eymerich), Mondadori, 1996.
- «Тіло і кров Еймеріха» (it: Il corpo e il sangue di Eymerich), Mondadori, 1996.
- «Керудек» (it: Cherudek), Mondadori, 1997.
- «Пикатрикс. Сходи в пекло» (it: Picatrix. La scala per l inferno), Mondadori, 1998.
- «Замок Еймеріха» (it: Il castello di Eymerich), Mondadori, 2001.
- «Mater Terribilis» (it: Mater Terribilis, Mondadori, 2002.
- «Зал велетнів» (La Sala dei Giganti), Mondadori, 2006.
- «Світло Оріона» (it: La di luce Orione), Mondadori, 2007.
- «Rex tremendae maiestatis» (it: Rex tremendae maiestatis), Mondadori, 2010.

### Цикл про Пантеру
- «Чорний прапор» (Black Flag), Einaudi, 2002
- «Антрацит» (Antracite), Mondadori, 2003

### Трилогія про Мага
- «Знамення» (Il presagio). Mondadori, 1999
- «Обман» (L inganno), Mondadori, 1999
- «Безодня» (L abisso), Mondadori, 1999

### Цикл про історію американських профспілок
- «Антрацит» (Antracite), Collana Strade blu, Mondadori, 2003.
- «Той стане всім» (it: Noi saremo tutto), Mondadori, 2004
- «Один Великий Союз» (One Big Union), Mondadori, 2011

### Мексиканський цикл
- «Вогняне намисто» (it: Il collare di fuoco), Mondadori, 2005
- «Розірване намисто» (it: Il collare spezzato), Mondadori, 2006

### Піратський цикл
- «Тортуга» (Tortuga), Mondadori, 2008.
- «Веракрус» (Veracruz), Mondadori, 2009.
- «Картахена»), Mondadori, 2012.

### Цикл про селянського русі в Емілії-Романьї
- «Сонце прийдешнього» (it: Il sole-avvenire), Mondadori, 2013